# Многополосый диплоспинус
Многополосый диплоспинус, или полосатая макрель (лат.  Diplospinus multistriatus), — вид лучепёрых рыб из  семейства гемпиловых,  единственный в роде диплоспинусов (Diplospinus). Максимальная длина тела 33 см. Морские мезопелагические рыбы. Широко распространены в тропических и умеренных водах всех океанов.

## Описание
Тело очень удлинённое, сжато с боков, без чешуи. Высота тела укладывается 13—18 раз в стандартную длину тела. Голова небольшая, длина головы укладывается 6 раз в длину тела. Межглазничное пространство вогнутое. Два носовых отверстия. На верхней части первой жаберной дуги 6—11 жаберных тычинок. Анальное отверстие расположено перед первой колючкой анального плавника, на середине расстояния между окончанием рыла и окончанием хвостового плавника. Расстояние между анальным отверстием и первой колючкой анального плавника равняется длине головы. Нижняя челюсть немного выдаётся вперёд. Кончик верхней челюсти с небольшим коническим кожистым выростом. В передней части верхней челюсти расположены 3 неподвижных и 3—4 подвижных клыковидных зуба. Нет зубов на сошнике. В первом спинном плавнике 30—36 жёстких лучей, а во втором спинном плавнике 35—44 мягких лучей. Основание второго спинного плавника примерно в 2 раза короче основания первого спинного плавника. В анальном плавнике 28—35 мягких лучей; перед плавником расположены 2 отдельно сидящие колючки; мембраны между лучами в короткой передней части плавника редуцированы. Брюшные плавники у взрослых особей редуцированы до маленькой колючки. Боковая линия проходит ближе к брюшной части тела. Позвонков 57—64, из них 32—36 туловищных и 24—28 хвостовых.
Тело серебристое, по бокам тела проходят узкие тёмные пунктирные линии. Жаберная перепонка чёрная.
Максимальная длина тела 33 см, обычно до 20 см.

## Биология
Стайные мезопелагические рыбы, обитают на глубине от 50 до 1000 м. Совершают суточные вертикальные миграции, поднимаясь в верхние слои воды в ночные часы. Весь жизненный цикл связан с открытыми водами, в шельфовых водах не встречается. Питаются ракообразными, головоногими и мелкой рыбой. Самки многополосого диплоспинуса впервые созревают при длине тела 15—16 см. Нерестятся в течение всего года. Нерест порционный, плодовитость около 1200 икринок.

## Ареал
Полосатая макрель распространена в тропических и умеренных водах всех океанов. Довольно редко встречается в центрально-восточной части Атлантического океана, но многочисленна в северо-западной и юго-восточной Атлантике и юго-восточной части Тихого океана. 